# Château de Pomponne
Le château de Pomponne a été bâti au XVIIe siècle sur des plans ébauchés à partir de 1666 par François Mansart et achevés par Jules Hardouin-Mansart. Il se trouve dans la commune de Pomponne, à environ 30 km à l'est de Paris. Il sert actuellement de caserne à une compagnie de CRS.

## Histoire
Un château existe à Pomponne au début du XVIIe siècle, sans que l'on sache de quelle époque il date. Il appartient alors au seigneur du lieu, Nicolas de Hacqueville. Or, ce dernier n'a pas d'enfant et met le lieu à disposition de sa demi-sœur et du mari de cette dernière Robert Arnauld d'Andilly. Hacqueville meurt en 1649, alors que d'Andilly s'est retiré à Port-Royal des Champs : le château appartient alors conjointement à ses deux fils Simon et Antoine. Ce dernier décidant de se retirer du monde, c'est Simon qui en est le seul seigneur en 1660 et se fait alors appeler Arnauld de Pomponne.
Le château est en tellement mauvais état que Pomponne doit dépenser 6000 livres en 1660 uniquement pour le rendre logeable. En raison de son implication dans les polémiques jansénistes, Robert Arnauld d'Andilly y est exilé en 1664 : il gère le domaine tandis que son fils Pomponne est ambassadeur en Suède. Il obtient alors de François Mansart des plans mais ce dernier meurt peu après, sans avoir commencé les travaux. C'est alors son neveu et successeur Jules Hardouin-Mansart qui se charge de proposer des plans définitifs et de conduire les travaux.
C'est là que meurt en 1684 le traducteur janséniste de la Bible, Lemaistre de Sacy, cousin germain de Pomponne.
Le château est largement réaménagé au cours du XVIIIe siècle et subit de fortes dégradations au milieu du XXe siècle quand une compagnie de CRS l'utilise comme caserne.

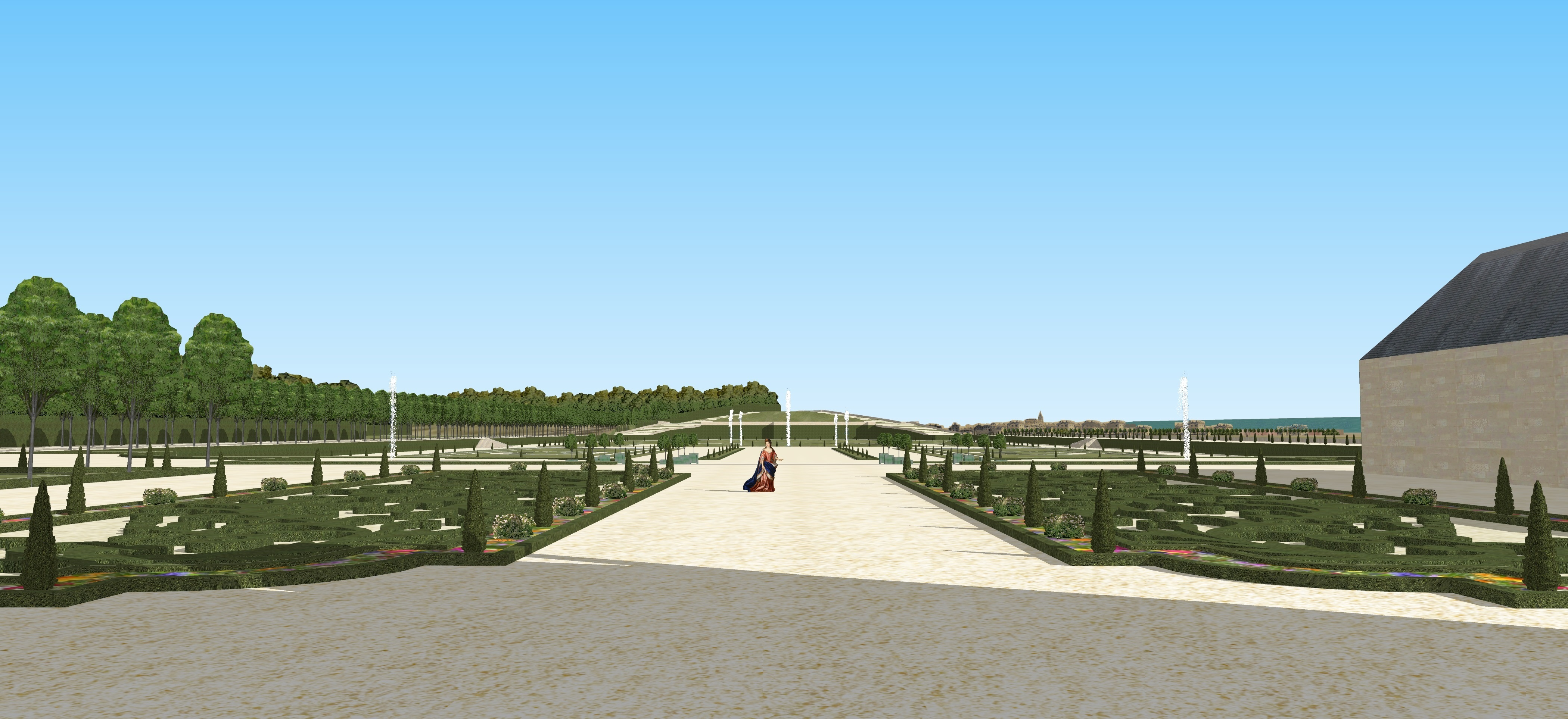
Restitution des jardins de Pomponne en sortant du château, vers 1720.
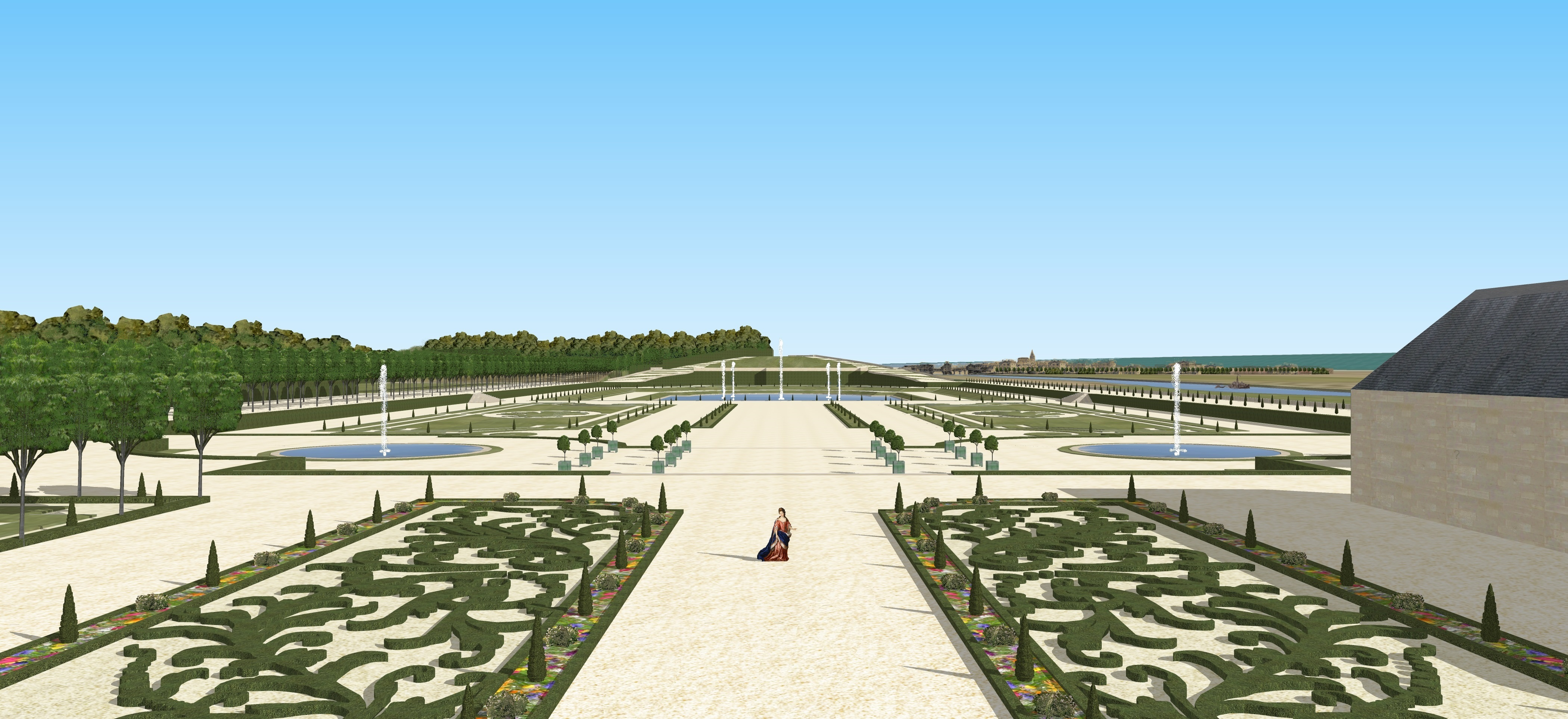
Vue depuis le premier étage du château de Pomponne, vers 1720
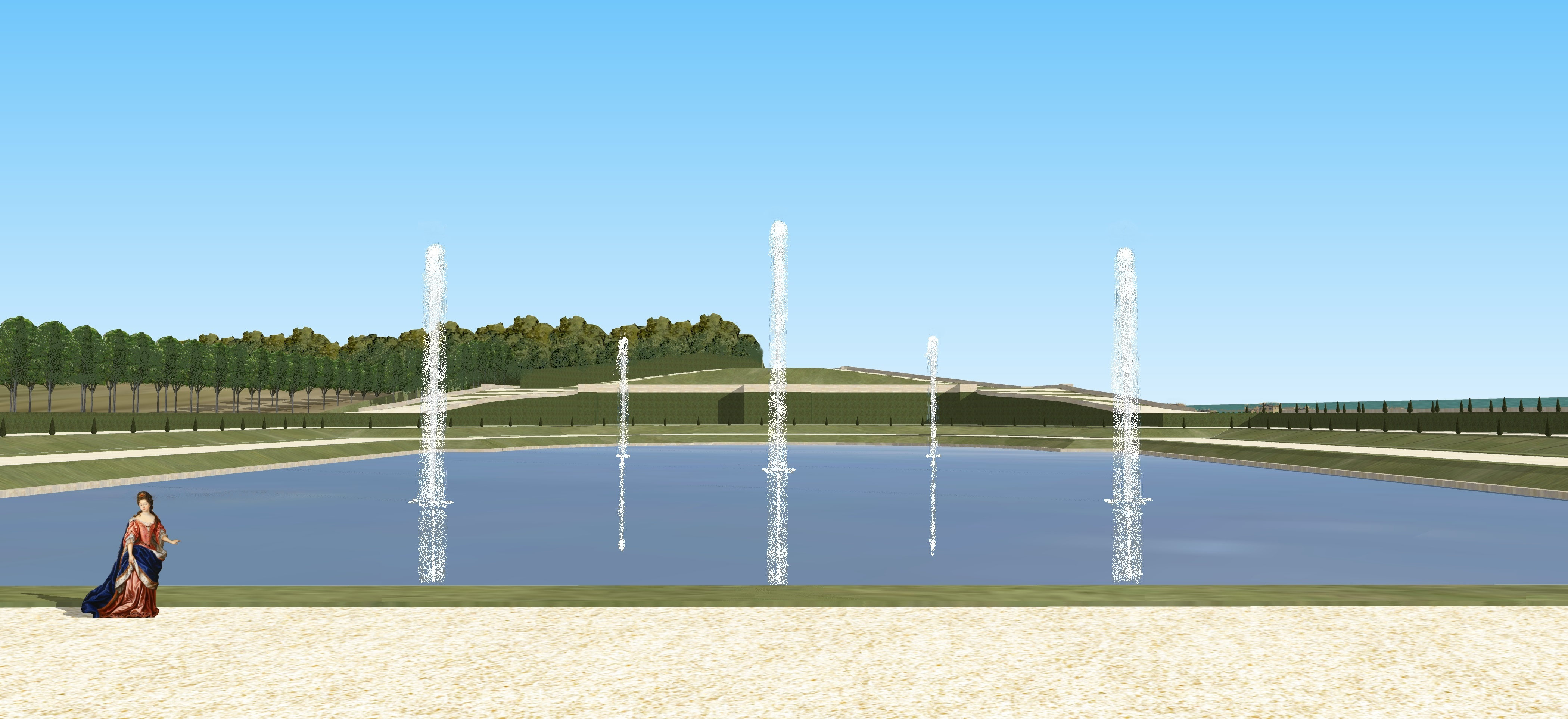
Vue depuis le miroir d'eau, jardins du château de Pomponne, vers 1720
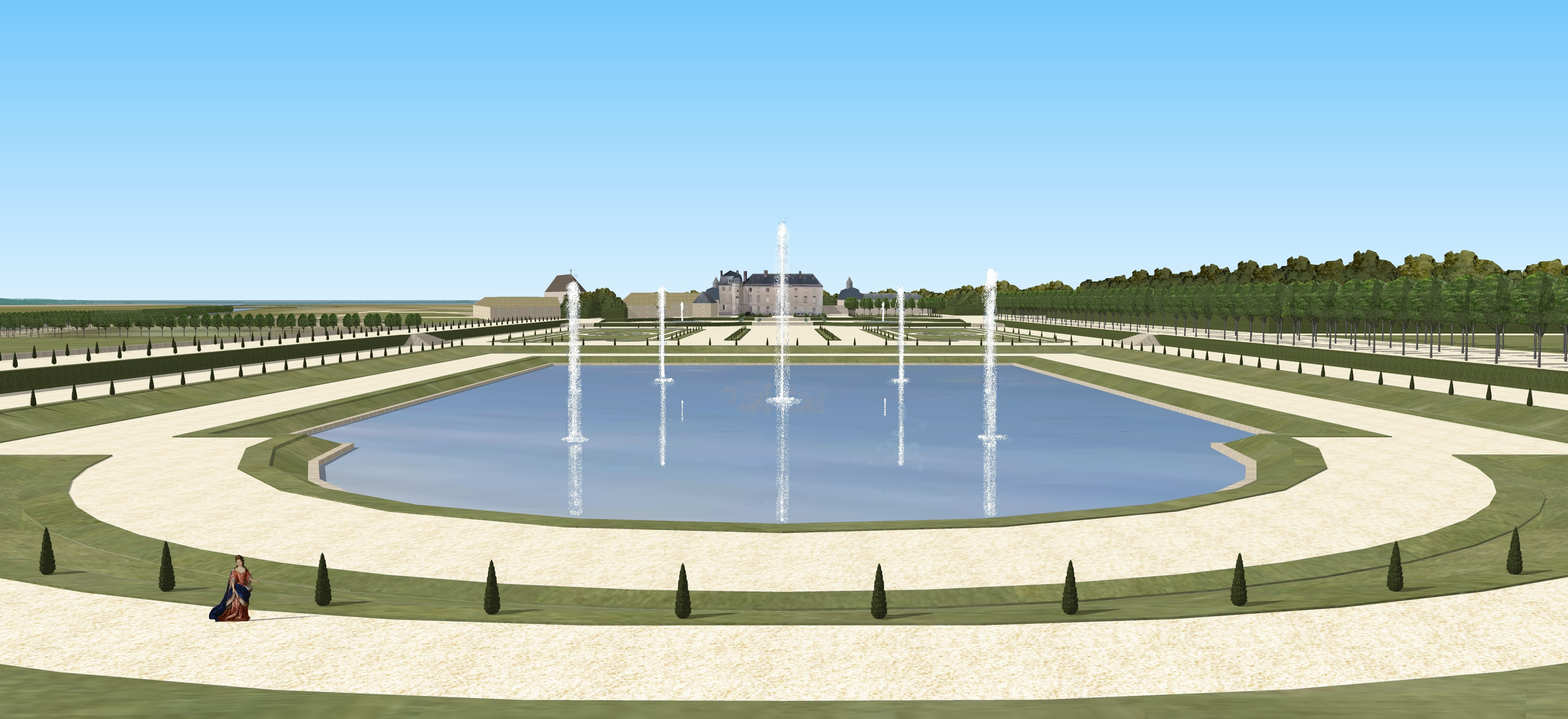
Vue depuis la terrasse, jardins du château de Pomponne, vers 1720
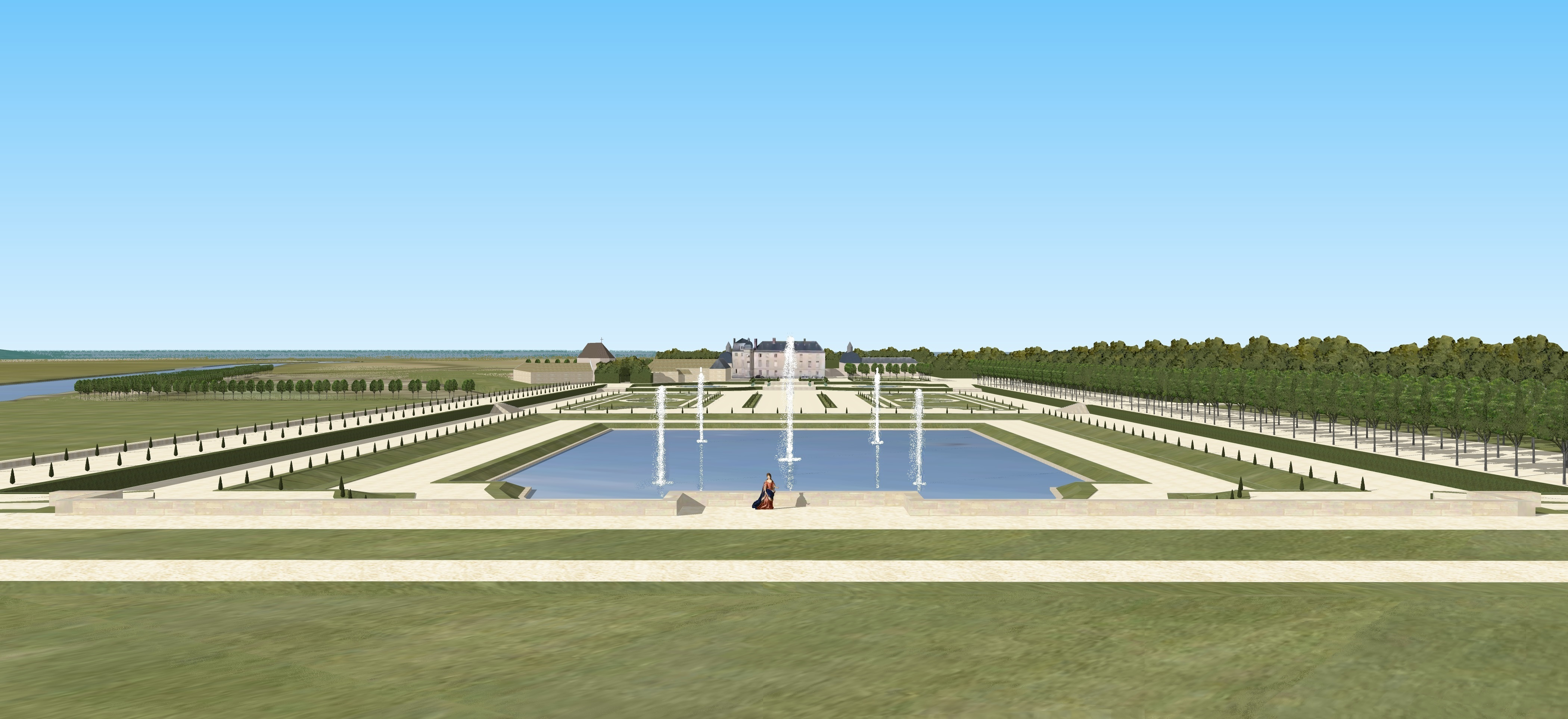
Vue depuis le Belvédère, jardins du château de Pomponne, vers 1720
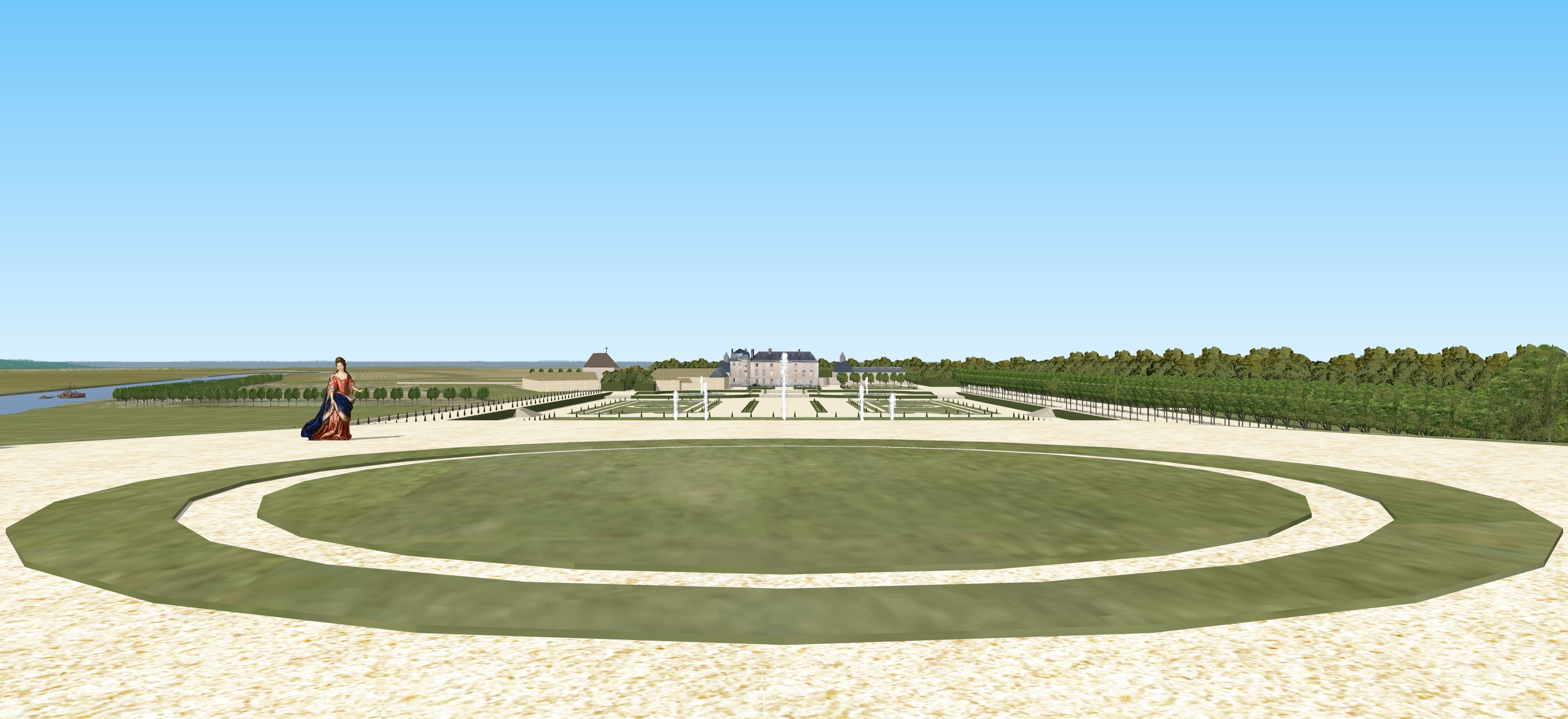
Vue depuis le Belvédère, jardins du château de Pomponne, vers 1720

## Sources
1. 1 2 3 4  Rémi Mathis, « Travaux au château de Pomponne » dans Jules Hardouin-Mansart (1646-1708), Paris : Maison des sciences de l'homme, 2010, p. 305-306.